# Вашингтон (Айова)
Вашингтон (англ. Washington) — місто (англ. city) в США, в окрузі Вашингтон штату Айова. Населення — 7352 особи (2020).

## Географія
Вашингтон розташований за координатами 41°17′56″ пн. ш. 91°41′32″ зх. д. / 41.29889° пн. ш. 91.69222° зх. д. (41.298967, -91.692307).  За даними Бюро перепису населення США в 2010 році місто мало площу 12,74 км², з яких 12,73 км² — суходіл та 0,01 км² — водойми. В 2017 році площа становила 13,59 км², з яких 13,58 км² — суходіл та 0,01 км² — водойми.

## Демографія
Згідно з переписом 2010 року, у місті мешкало 7266 осіб у 3048 домогосподарствах у складі 1861 родини. Густота населення становила 570 осіб/км².  Було 3301 помешкання (259/км²).
Расовий склад населення:
| - 92,5 % — білих - 1,4 % — чорних або афроамериканців - 0,5 % — азіатів - 0,2 % — вихідців з тихоокеанських островів - 0,2 % — корінних американців - 2,7 % — осіб інших рас |

До двох чи більше рас належало 2,6 %. Частка іспаномовних становила 10,7 % від усіх жителів.
За віковим діапазоном населення розподілялося таким чином: 23,8 % — особи молодші 18 років, 55,1 % — особи у віці 18—64 років, 21,1 % — особи у віці 65 років та старші. Медіана віку мешканця становила 42,4 року. На 100 осіб жіночої статі у місті припадало 92,8 чоловіків;  на 100 жінок у віці від 18 років та старших — 88,3 чоловіків також старших 18 років.
Середній дохід на одне домашнє господарство  становив 60 677 доларів США (медіана — 45 013), а середній дохід на одну сім'ю — 64 033 долари (медіана — 58 958). Медіана доходів становила 36 160 доларів для чоловіків та 31 857 доларів для жінок. За межею бідності перебувало 10,7 % осіб, у тому числі 14,2 % дітей у віці до 18 років та 8,7 % осіб у віці 65 років та старших.
Цивільне працевлаштоване населення становило 3613 особи. Основні галузі зайнятості: освіта, охорона здоров'я та соціальна допомога — 26,4 %, роздрібна торгівля — 17,9 %, виробництво — 12,8 %, мистецтво, розваги та відпочинок — 8,5 %.